# Protobranchia
Protobranchia zijn een onderklasse van de tweekleppigen (Bivalvia). De onderklasse is verdeeld in 2 orden alsmede een uitgestorven orde Praecardioida.

## Taxonomie
De volgende orden zijn bij de onderklasse ingedeeld:
- † Afghanodesmatida Carter, 2011
- Nuculanoida Carter, D. C. Campbell & M. R. Campbell, 2000
- Nuculida Dall, 1889
- Solemyoida Dall, 1889

## Uitgestorven
- Praecardioida †